# Bühl am Alpsee
Bühl am Alpsee ist ein Pfarrdorf im Konstanzer Tal. Seit 1972 ist die ehemalige Gemeinde ein Ortsteil der Stadt Immenstadt. Bühl liegt zwei Kilometer westlich der Stadt am Großen Alpsee und besitzt das Prädikat Luftkurort.

## Struktur
Zu Bühl gehören folgende Siedlungen
- Bühl (Pfarrdorf)
- Alpseewies (Einöde)
- Gschwend (Weiler)
- Hintersee (Einöde)
- Hochreute (Einöde)
- Hub (Dorf)
- Ratholz (Dorf)
- Reuter (Einöde)
- Rieder (Dorf)
- Sange (Einöde)
- See (Dorf)
- Trieblings (Weiler)
- Zaumberg (Dorf)

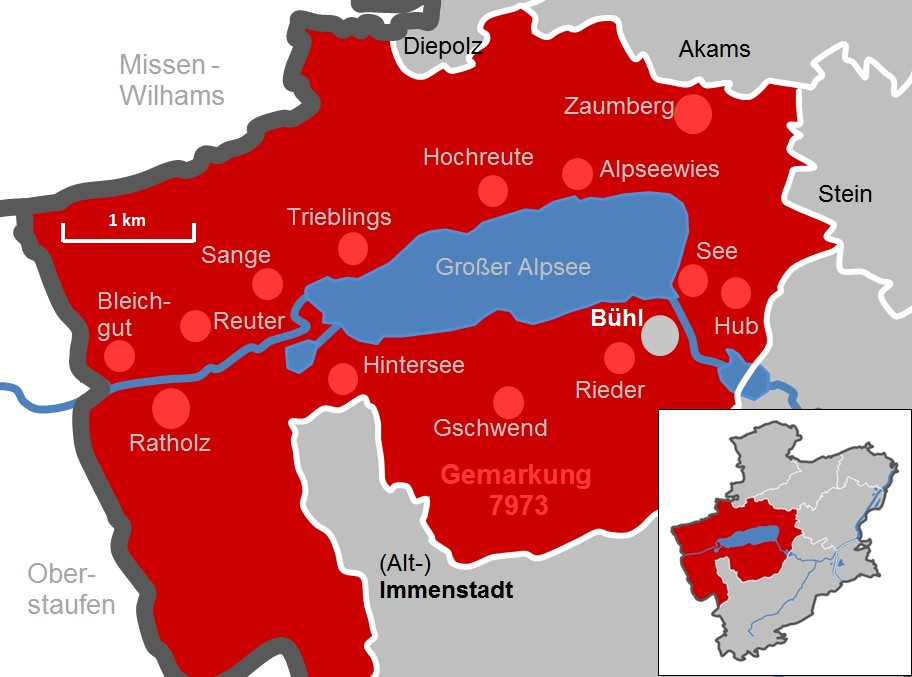
Gemarkung Bühl 7973

Ferner gehörten zur ehemaligen Gemeinde Bühl noch die Einöden Bahnhäuseln, Bleichgut und Gaiskopf.

## Geschichte
Der Gemeindeteil Zaumberg gehörte im 12., möglicherweise auch schon im 11., Jahrhundert zum Besitztum des Klosters Weingarten. Dort wird ein gewisser Ritter Heinrich von „Bihel“ als Maier genannt. Schon vor 1900 zog es Sommerfrischler aus Deutschland und dem benachbarten Ausland nach Bühl. Im Oktober 1899 wurde dort ein Verschönerungsverein gegründet (später in Fremdenverkehrsverein umbenannt). Das Prädikat Luftkurort wurde Bühl 1976 zuerkannt.
Im Zuge der Gemeindegebietsreform beschloss der Gemeinderat Bühl am 15. Dezember 1971 den Beitritt zur Stadtgemeinde Immenstadt. Dieser erfolgte am 1. Januar 1972.
Die ersten Touristen kamen ab 1666 mit der Wallfahrt nach Bühl. Heute ist der Ort vor allem wegen des Großen Alpsees der meistbesuchte Tourismusort der Region Immenstadt. Mit dem Projekt Alpsee 2000 wurde bis 2006 die städtebauliche und landschaftliche Struktur stärker dem Tourismus angepasst.

## Verkehr
Bühl am Alpsee liegt an der Bahnstrecke Buchloe–Lindau. Außerdem führt die Bundesstraße 308 durch den Ort.

## Kirche

### Zugehörigkeit
- 1472–1665: Kaplanei Bühl
- 1687–1957: Pönitentiarie bzw. Kuratie Bühl
- Auf Bitten der Kirchenverwaltung sowie des Gemeinderats erhob Bischof Joseph Freundorfer mit Wirkung vom 1. Juli 1957 das Kuratbenefizium zur Katholischen Pfarrei zum hl. Stephanus in Bühl am Alpsee. Wilhelm Igel wurde am 14. August als erster Pfarrer dieser Pfarrei bestätigt und am 8. September in sein Amt eingeführt.
- Heute gehört die Pfarrei Bühl zur 1999 gegründeten Pfarreiengemeinschaft Immenstadt – Bühl – Rauhenzell. Bühl hat eine eigene Pfarrstelle, wird allerdings auch von Immenstadt aus mitbetreut. Der Pfarrgemeinderat wird ausschließlich aus Bühler Bürgern gewählt und arbeitet selbständig.

### Kirchenensemble in Bühl
- Das Kirchenensemble in Bühl besteht aus der Pfarrkirche St. Stephan, der Heiliggrabkapelle St. Salvator (Unterkirche von St. Stephan), der Wallfahrtskapelle Maria Loreto und der Annakapelle. Es ist unter den Nummern D-7-80-124-42 und D-7-80-124-43 in die Denkmalliste eingetragen.

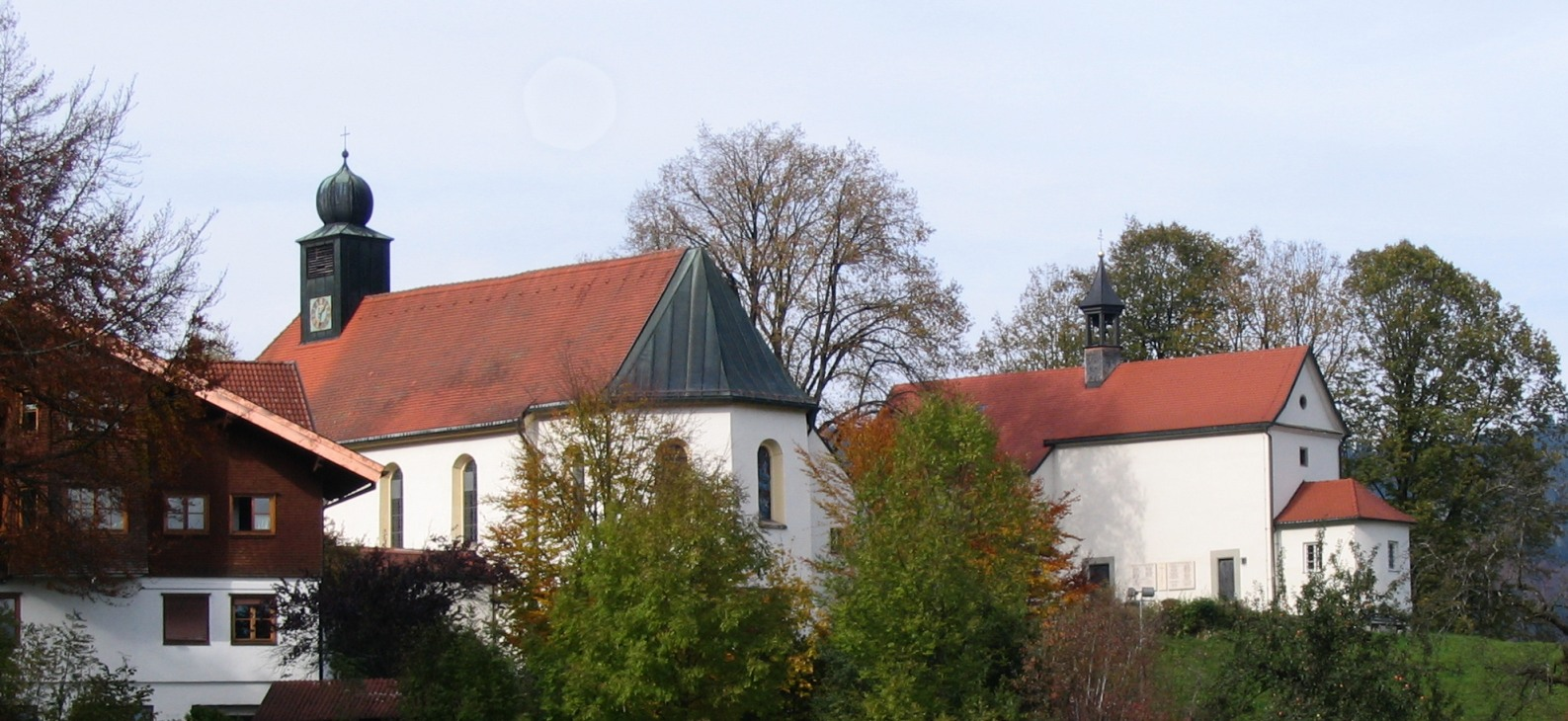
Die Kirche St. Stephan (links) und die Loreto-Kapelle
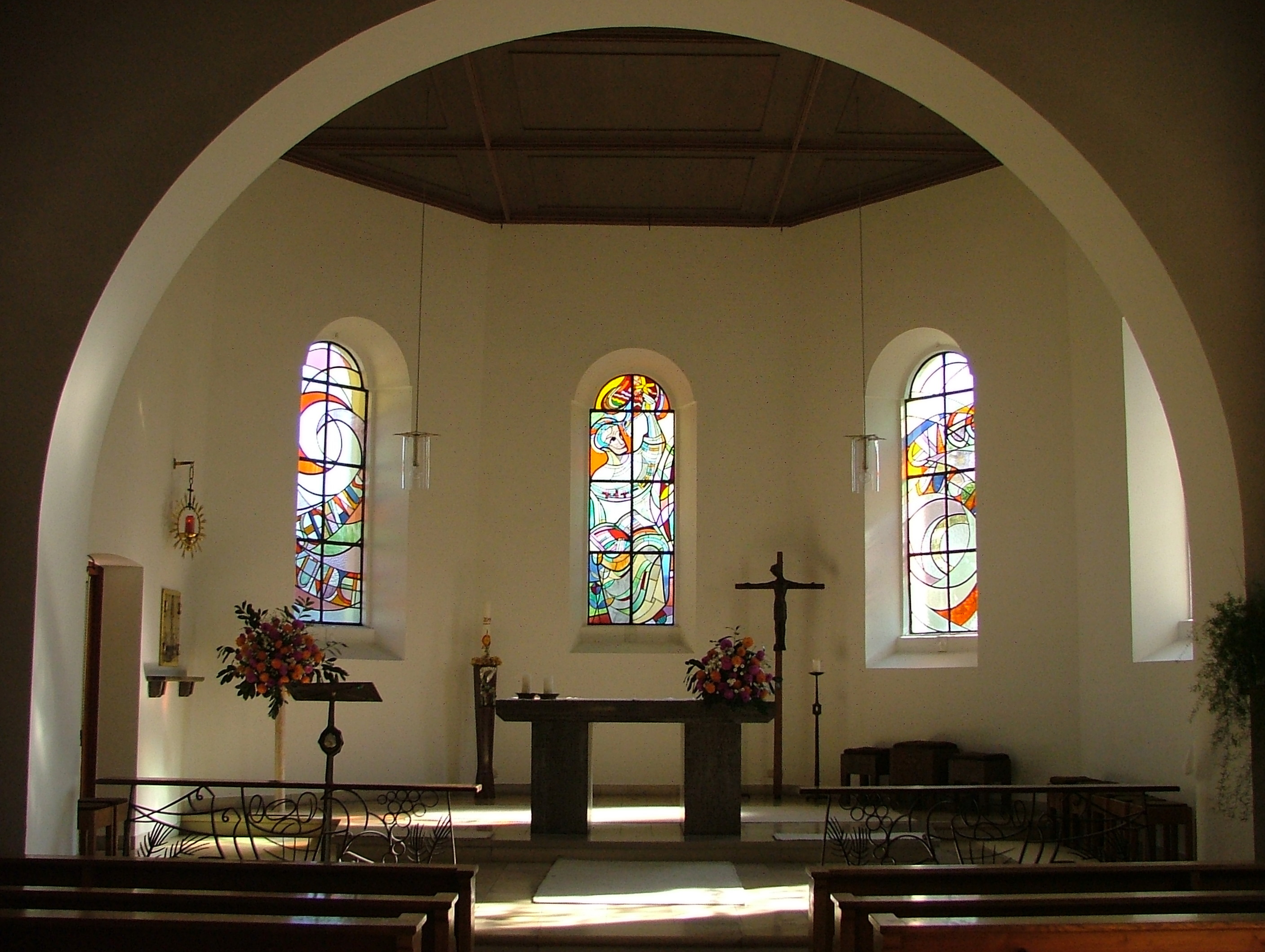
Pfarrkirche St. Stephan
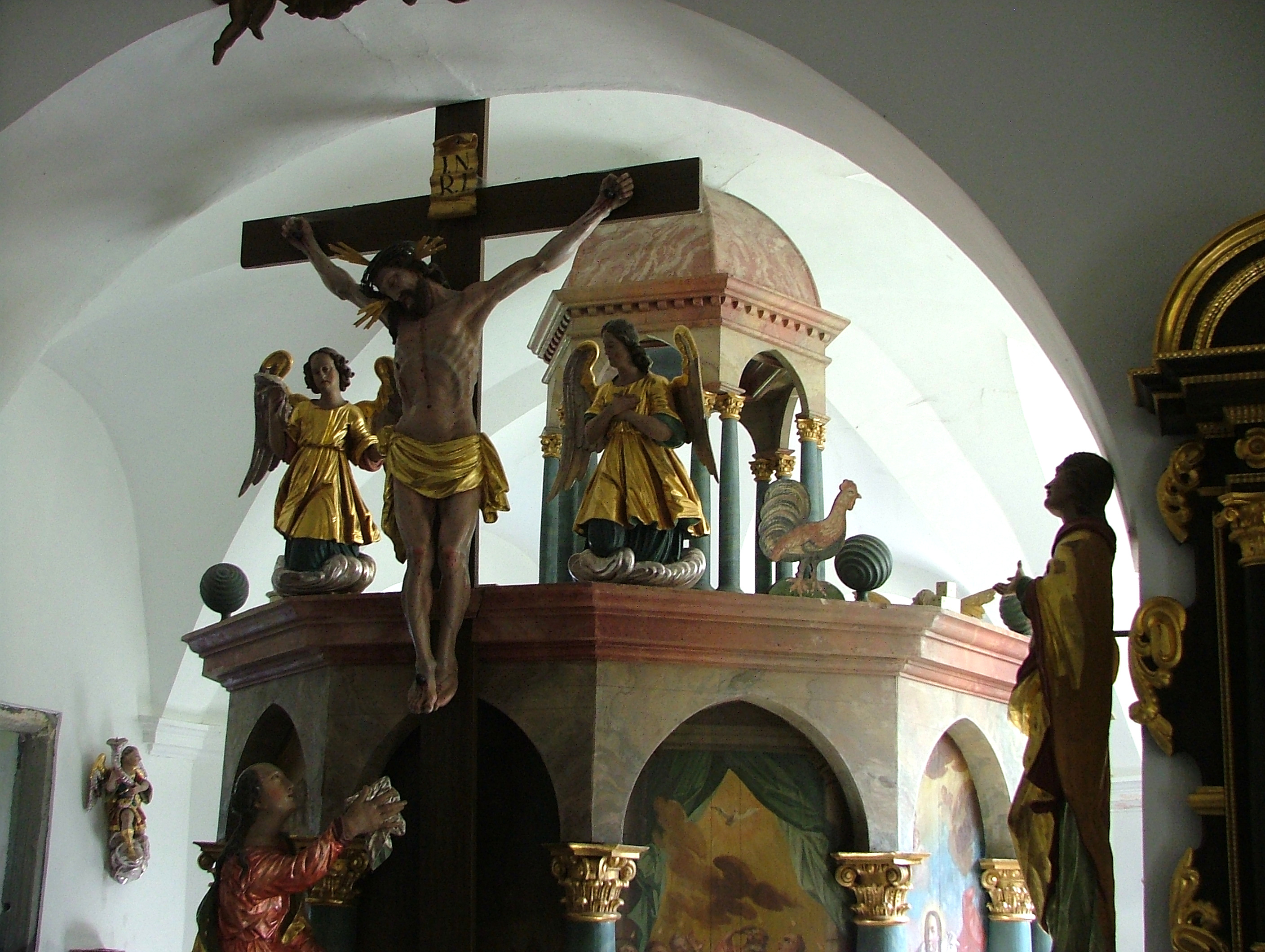
Heiliggrabkapelle
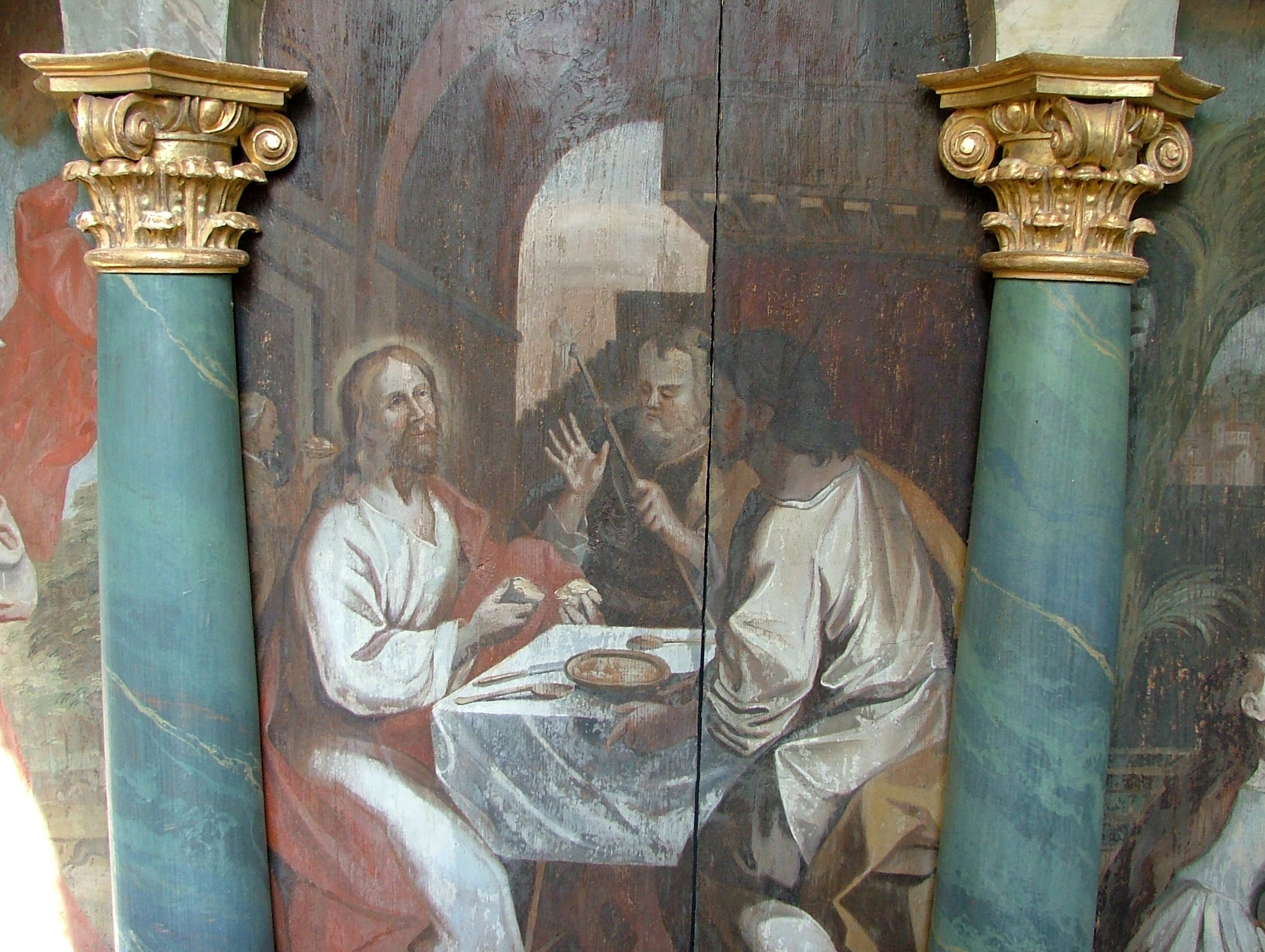
Heiliggrabkapelle
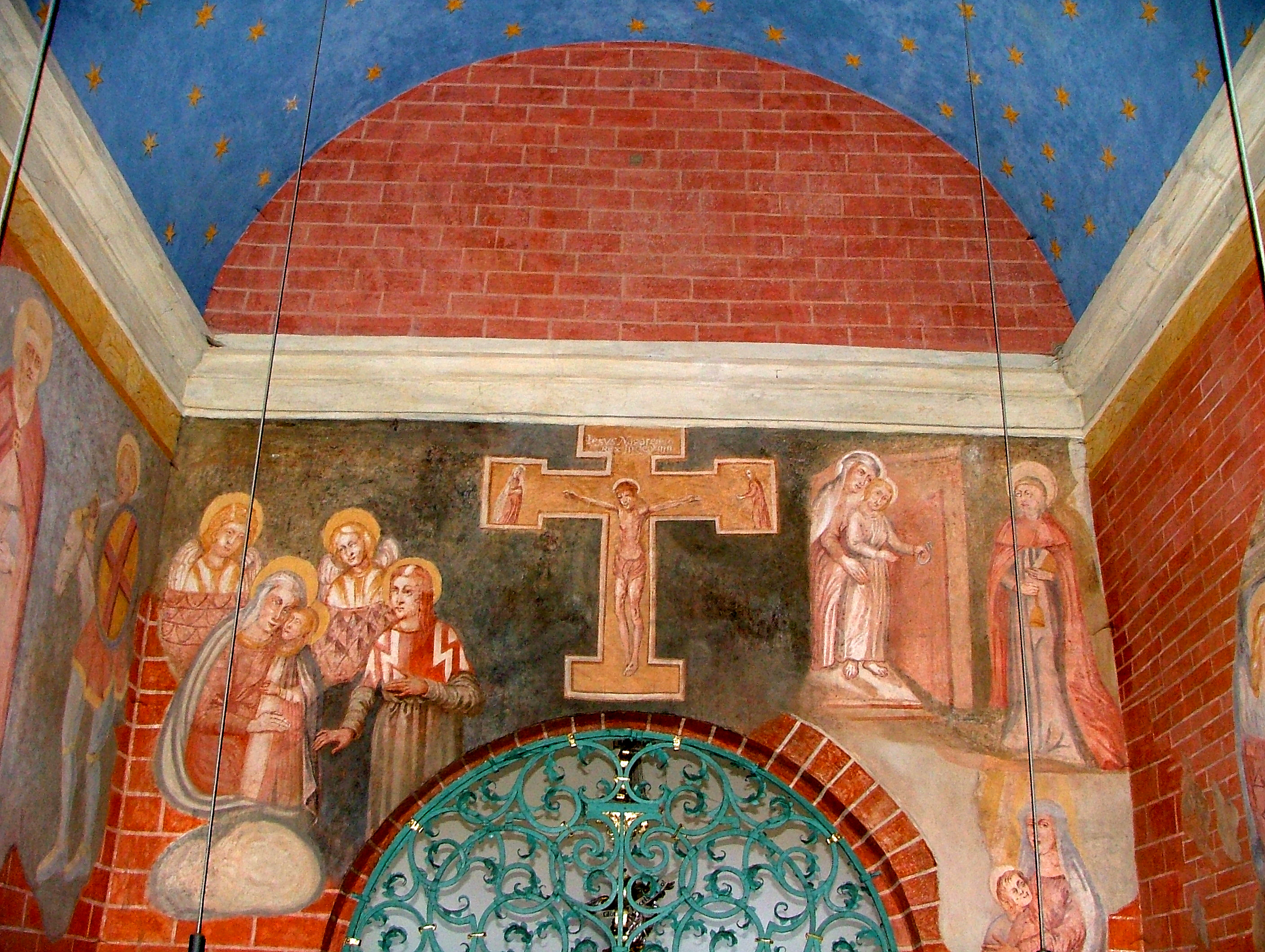
Loretokapelle
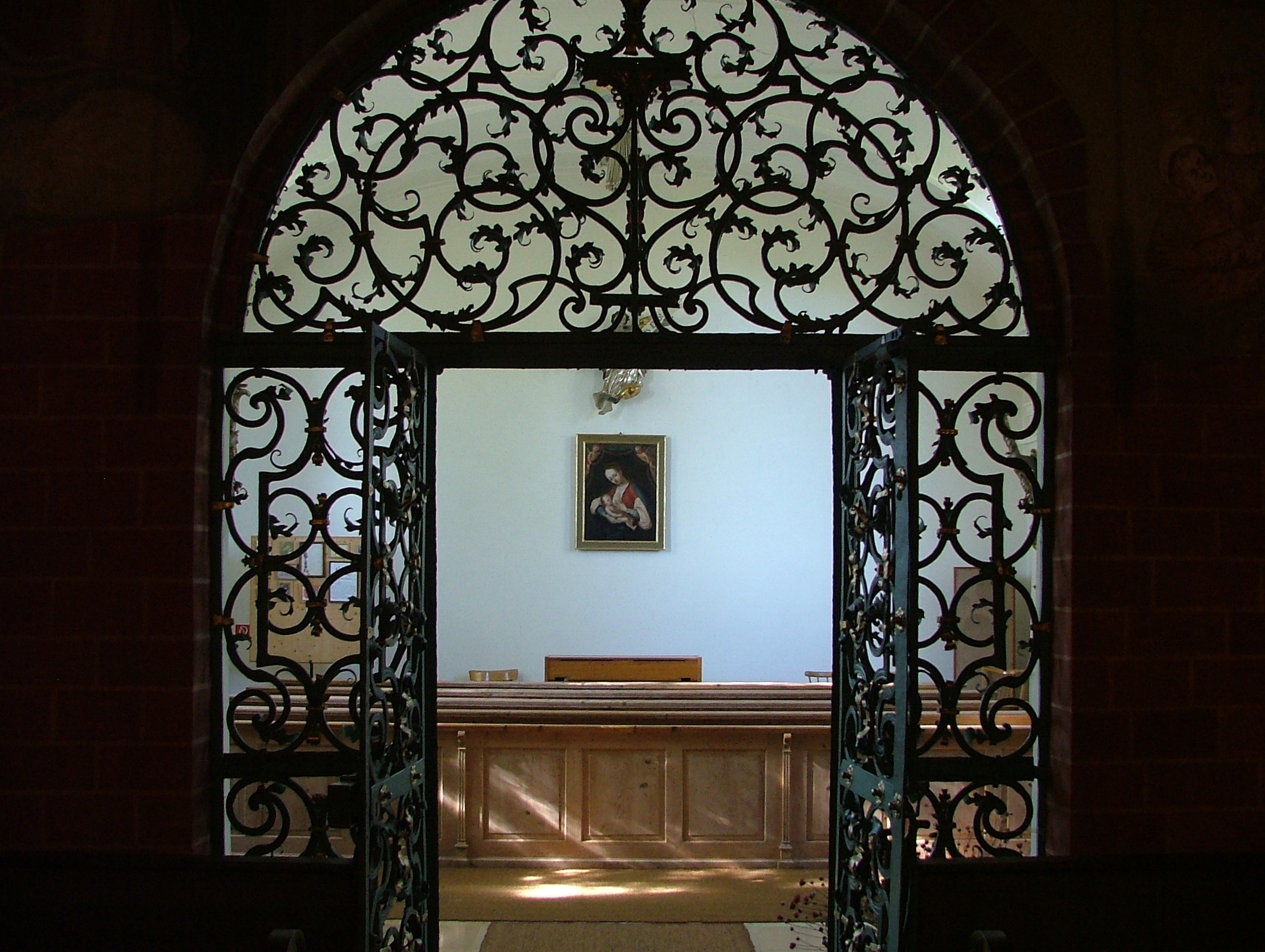
Annakapelle
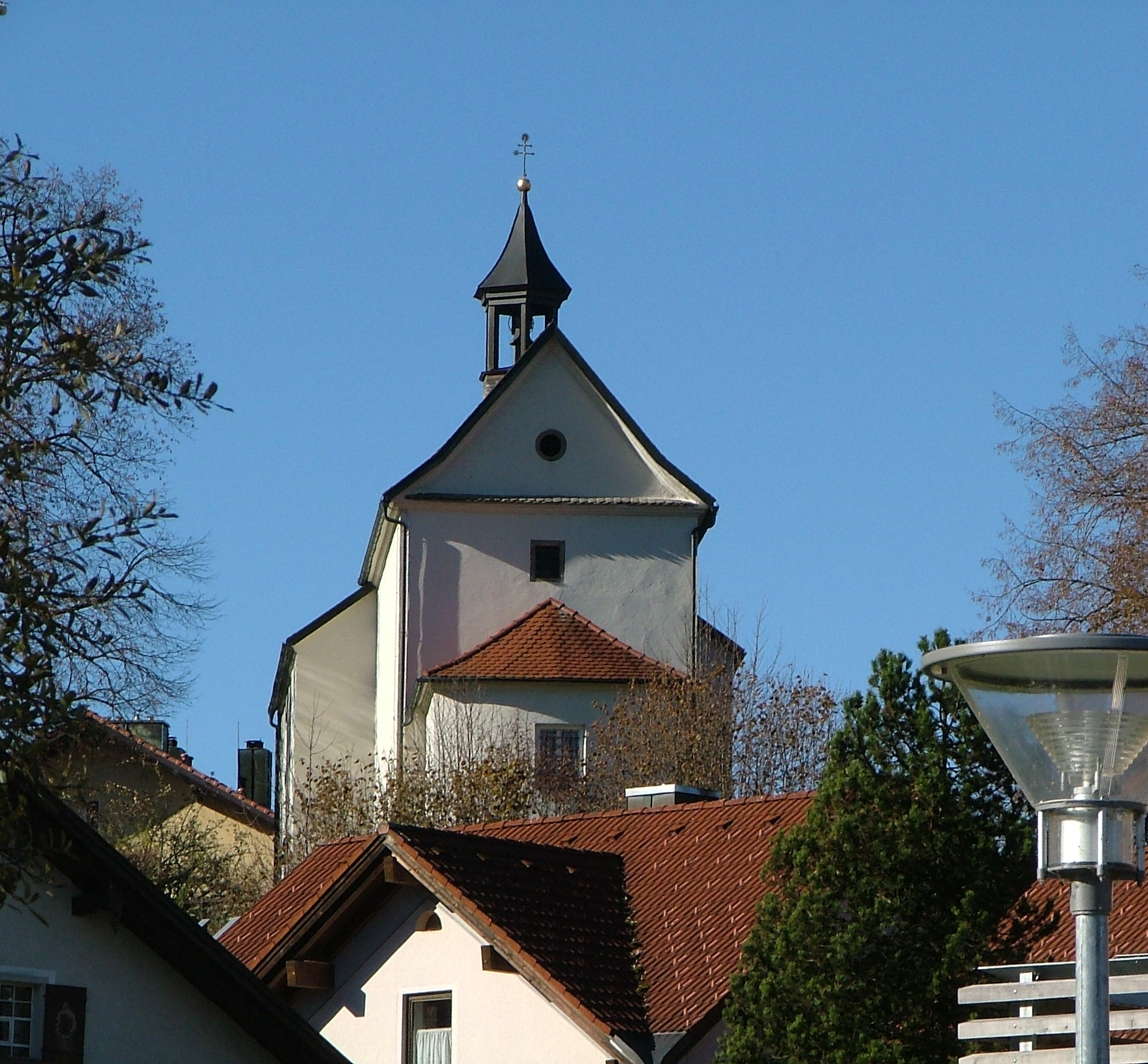
Loreto- und Annakapelle

### Kapellen im Pfarrgebiet
- Kapelle St. Cyprian in Gschwend: Eine erste Kapelle in Gschwend wurde 1734 geweiht. 1948 erfolgte der Abbruch dieses Gotteshauses, wobei gleichzeitig der aus der alten Kapelle in Ratholz stammende Altar mit einem den Tempelgang der hl. Familie darstellenden Gemälde zerstört wurde. Im gleichen Jahr errichtete man den heutigen Holzbau an einer etwas westlich des ehemaligen Standortes gelegenen Stelle. Die feierliche Einweihung erfolgte im August 1948. Bedeutsam sind vor allem die im Jahre 1732 gegossene Glocke und eine Marienstatue des späten 15. Jahrhunderts, während ein noch 1939 erwähnter Sebastian und die beiden aus dem frühen 18. Jahrhundert stammenden Holzfiguren des hl. Rochus und des hl. Cyprian nicht mehr vorhanden sind. Letztere wurden in der Nacht vom 13. auf den 14. November 1993 gestohlen.

- Kapelle St. Martin in Ratholz: Nachdem die Pläne des Thalkirchdorfer Zimmermeisters Joseph Anton Keck genehmigt waren, wurde im Sommer 1871 unter dessen Leitung der Bau der Kapelle St. Martin in Ratholz auf eigene Kosten der Bevölkerung ausgeführt. Im Herbst wartete man nur noch auf die Einwilligung des bischöflichen Ordinariats in Augsburg, dann konnte am 28. November 1871 die feierliche Einweihung der Kapelle zu Ehren der Heiligen Wendelin und Martin erfolgen. Nach einer groß angelegten Renovierung in den Jahren 1983/84 konnte auch im Jahr 2007 eine weitere Instandsetzung zum Abschluss gebracht werden. Am neugotischen Altar aus der Erbauungszeit finden sich in erster Linie Holzfiguren der beiden Kirchenpatrone. Bemerkenswert sind zudem ein Hl. Sebastian des späten 16. Jahrhunderts, der aus der Bühler Stephanuskirche stammt, sowie eine Glocke von 1685 aus der abgebrochenen Wendelinskapelle mit Wappen der Herrschaft Königsegg. Ein noch 1939 bezeugtes Verkündigungsbild des aus Bühl stammenden Malers Johann Georg Grimm ist verschollen.

- Marienkapelle in Reuter: Über die Ursprünge der Kapelle in Reuter sind bislang keine gesicherten Kenntnisse vorhanden. Der heutige Bau stammt aus dem 19. Jahrhundert, in früheren Zeiten soll das Kirchlein angeblich weiter unten am Berg gestanden sein. In der Kapelle befinden sich insbesondere Statuetten, die von der 1953 zerstörten Kanzel der St.-Stephanus-Kirche in Bühl stammen. Die Kapelle war ursprünglich dem Viehpatron Wendelin geweiht, in der Zeit nach dem Zweiten Weltkrieg wurde die Bezeichnung „Marienkapelle“ üblich.

- Kapelle St. Sebastian in Trieblings: Allgemein wird angenommen, dass die ursprüngliche Kapelle von Trieblings 1791 erbaut wurde, denn diese Jahreszahl fand sich in einem eichenen Türsturz des Kirchleins. Die Erlaubnis zur Weihe erhielt der Immenstädter Pfarrer gleichzeitig mit der Messerlaubnis am 27. November 1798. Im Jahre 1933 wurde die Kapelle schließlich neu errichtet, wobei man jedoch darauf achtete, dass das Gebäude der alten Form entsprach. Verehrt wird in Trieblings vor allem der Pestheilige Sebastian, dargestellt etwa im Altarblatt von 1894, das in einen Spätrokokoaltar des 18. Jahrhunderts integriert ist.

- Kapelle St. Leonhard in Zaumberg: Zaumberg wurde bereits 1090 unter den Gütern des Klosters Weingarten erwähnt. Noch unter Weingartener Herrschaft errichtete man angeblich in den Jahren 1432 bis 1444 eine erste Kapelle zu Ehren Mariens und der Heiligen Leonhard, Agatha, Johannes und Paulus. Nachdem eine weitere Kapelle, vermutlich der Nachfolgebau des spätmittelalterlichen Kirchleins, abgebrochen worden war, erstellte man 1790 an einer anderen Stelle einen Neubau, die heutige Kapelle St. Leonhard. Die Ausmalung im Rahmen einer Restaurierung 1885 geht auf die Zaumberger Brüder Alois und Andreas Schmid zurück, die beide bedeutende Theologen ihrer Zeit waren und als Gönner der Kapelle galten. Einige Figuren des Kirchleins von Zaumberg sind kunsthistorisch bedeutsam, so etwa eine stehende Muttergottes mit Mondsichel, eine heilige Agatha und ein heiliger Leonhard, die alle drei aus der Zeit um 1470/80 stammen und von A. Miller als die reizvollsten Leistungen der Allgäuer Kunst der Spätgotik bezeichnet werden.

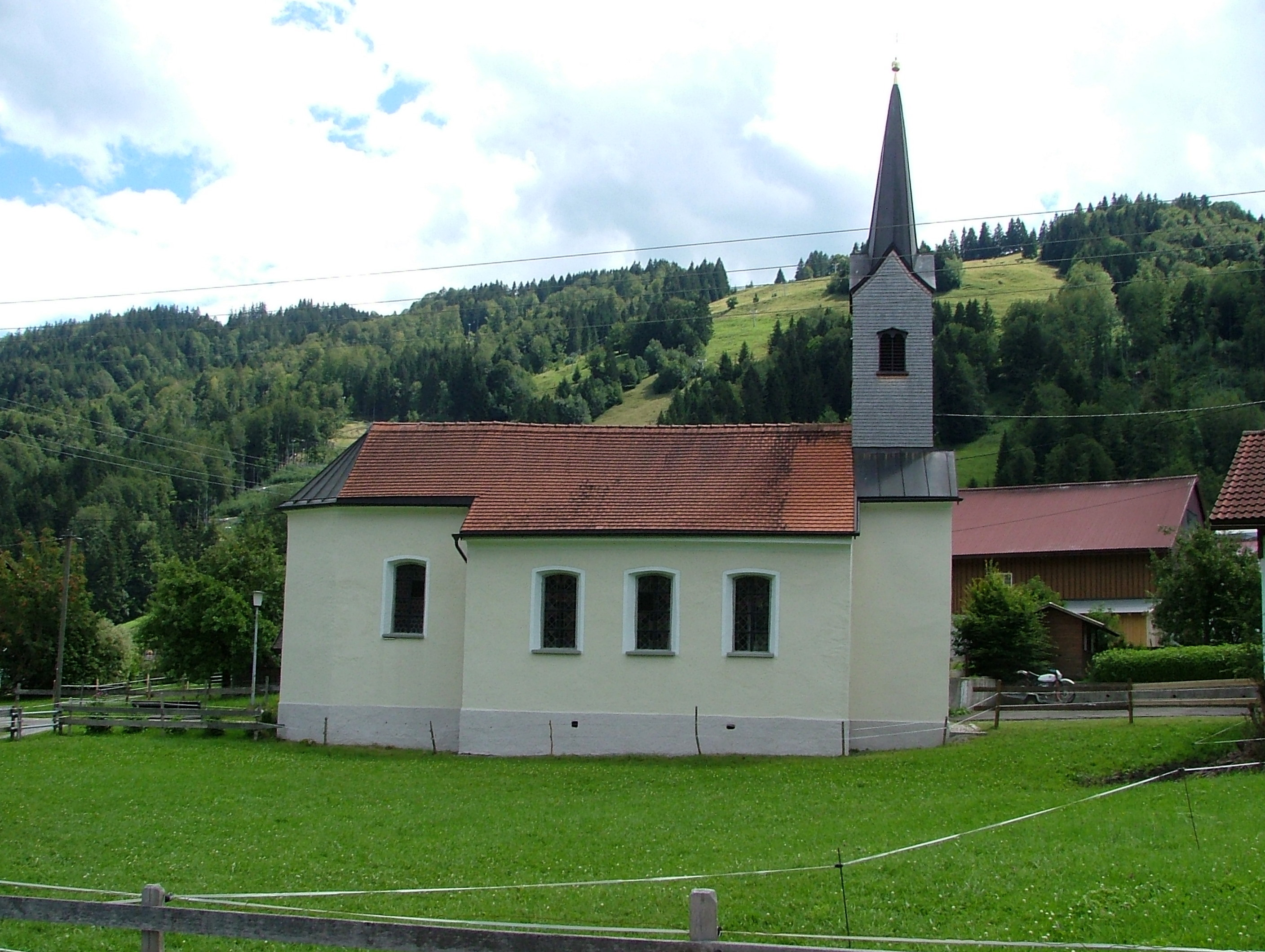
St. Martin in Ratholz
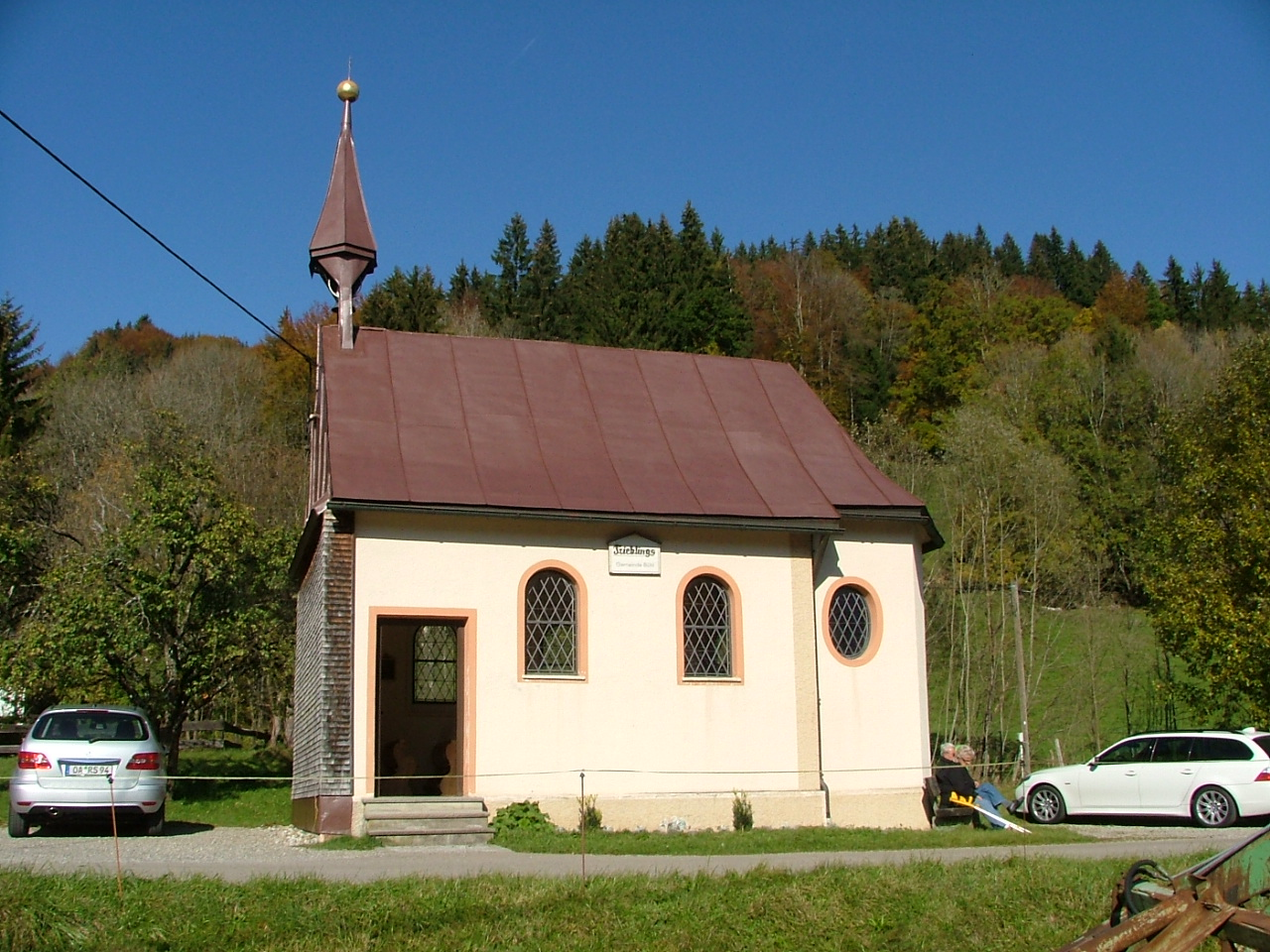
St. Sebastian in Trieblings
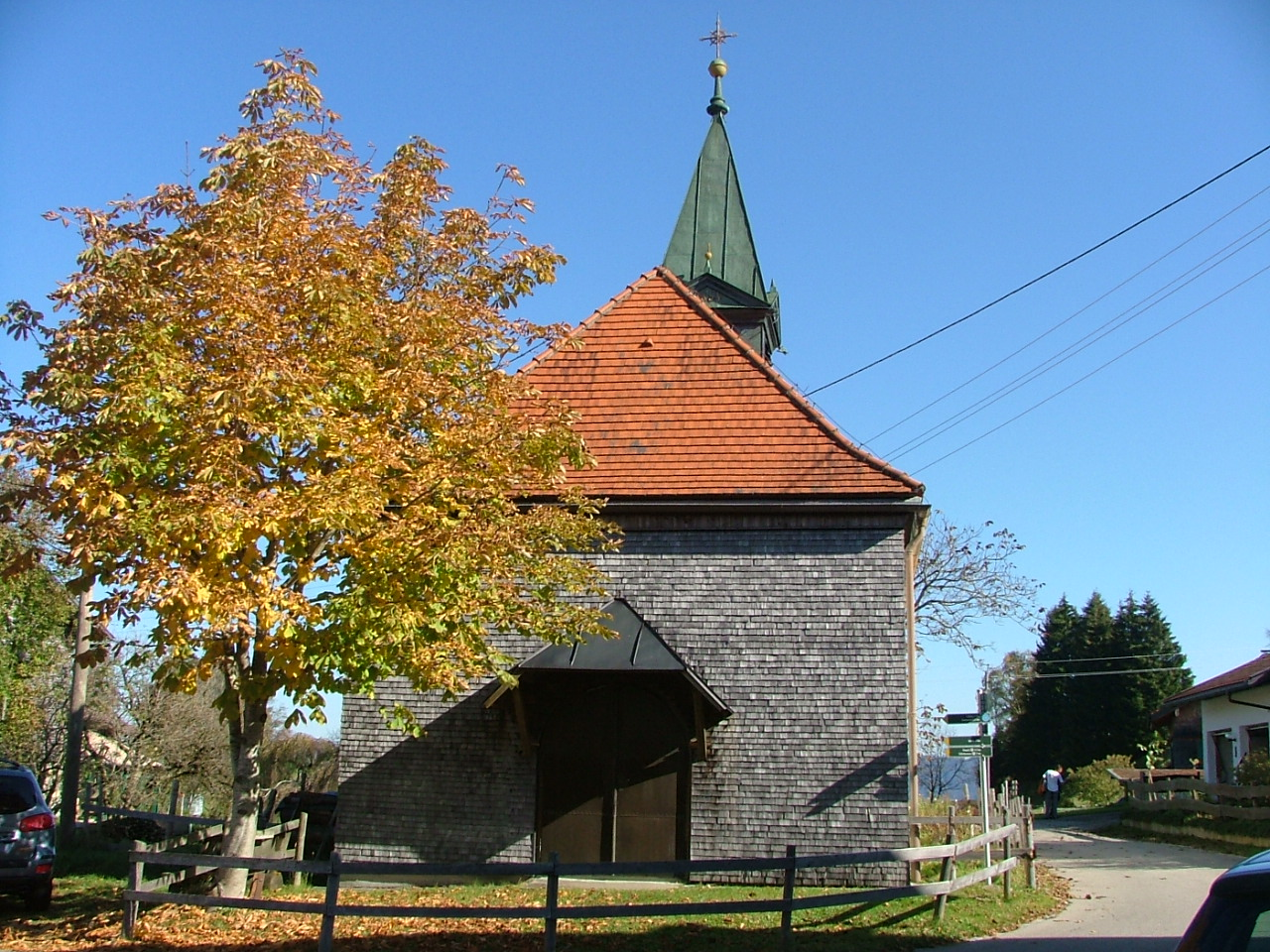
St. Leonhard in Zaumberg
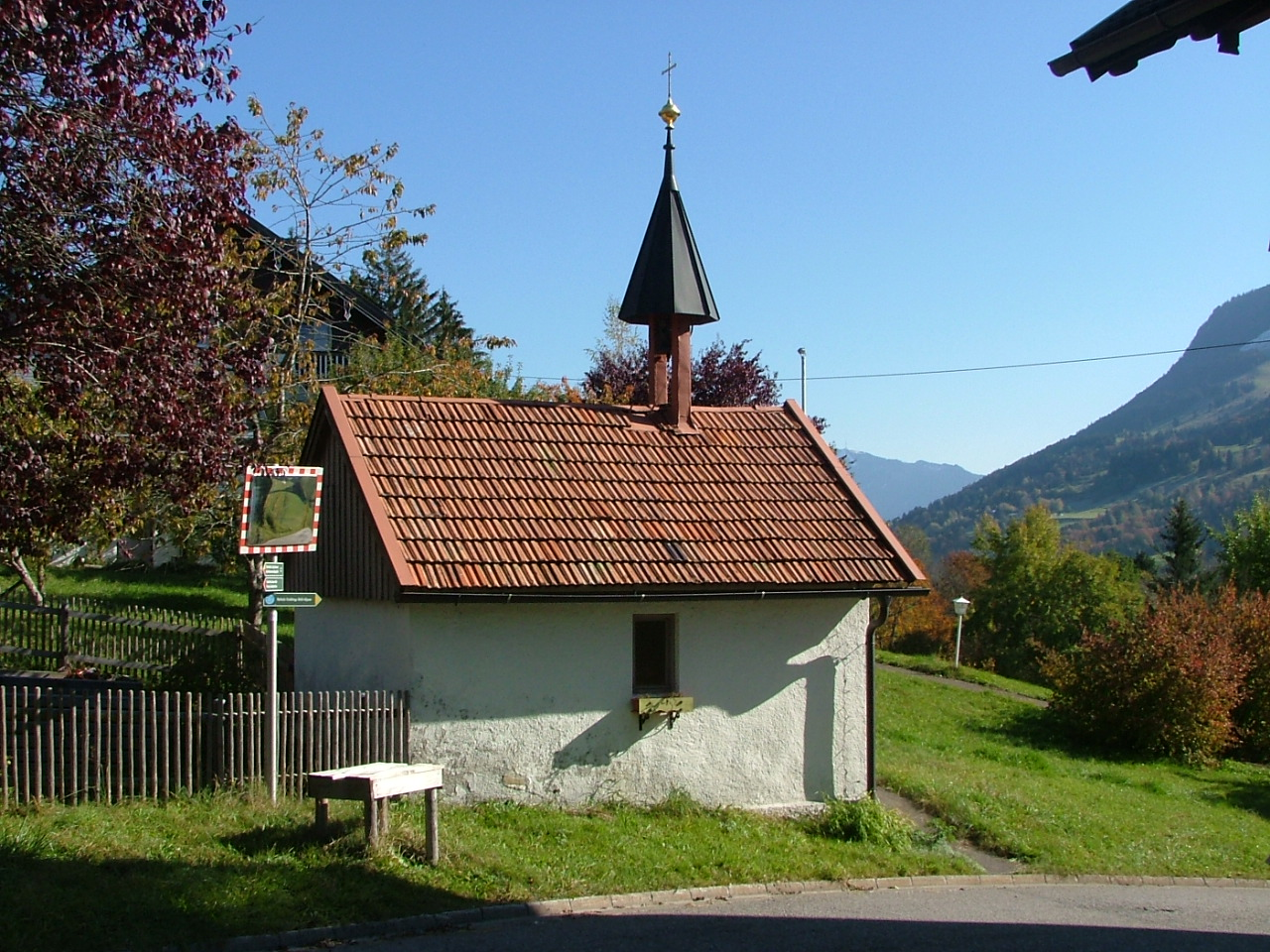
Marienkapelle in Reuter
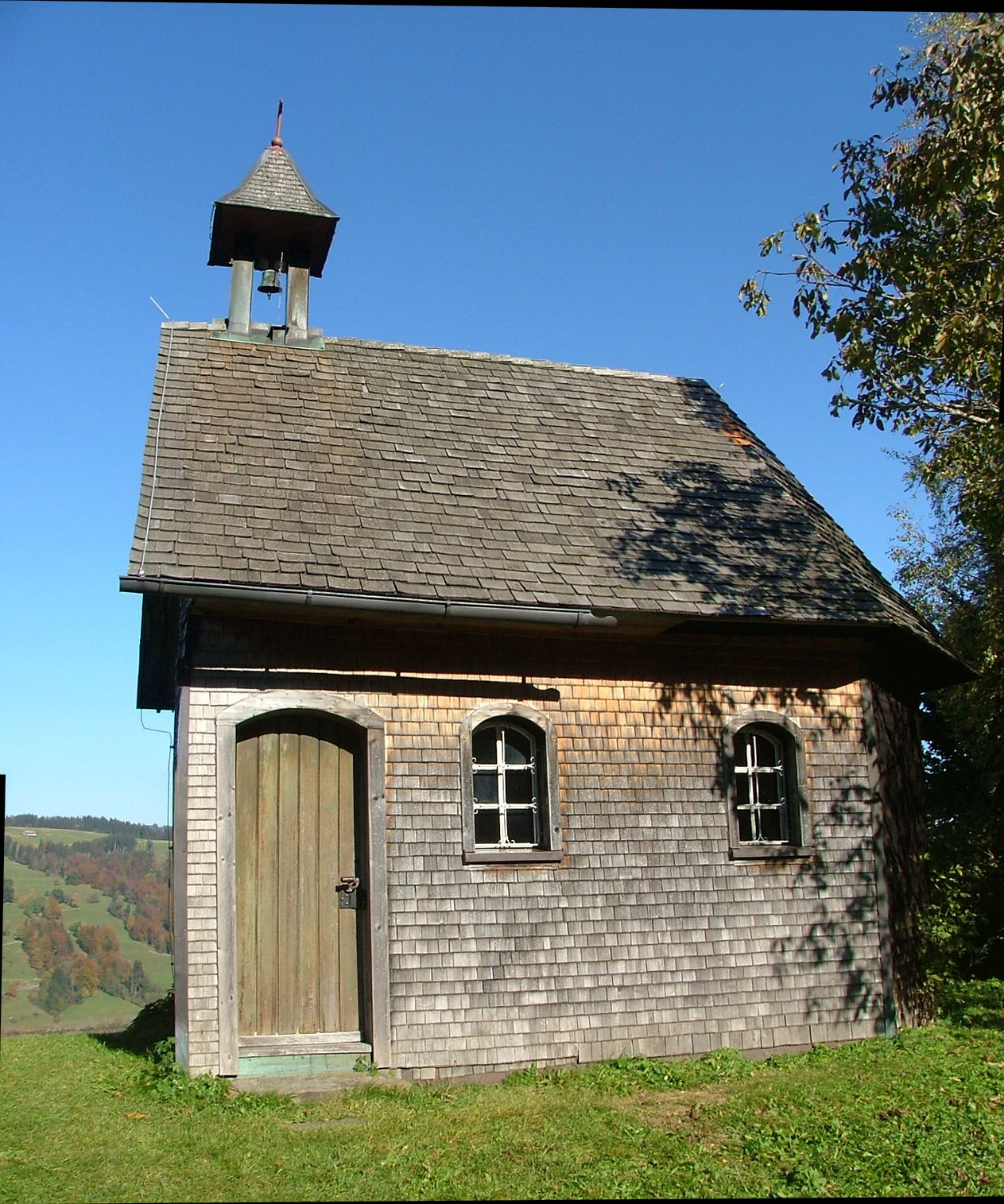
St. Cyprian in Gschwend

## Kunst in Bühl
- Der Bühler Schwan, Bronzeskulptur von Gertrud Nein (* 1944; † 2012)
- Windsurfer, Skulptur von Willi Tannheimer

## Galerie

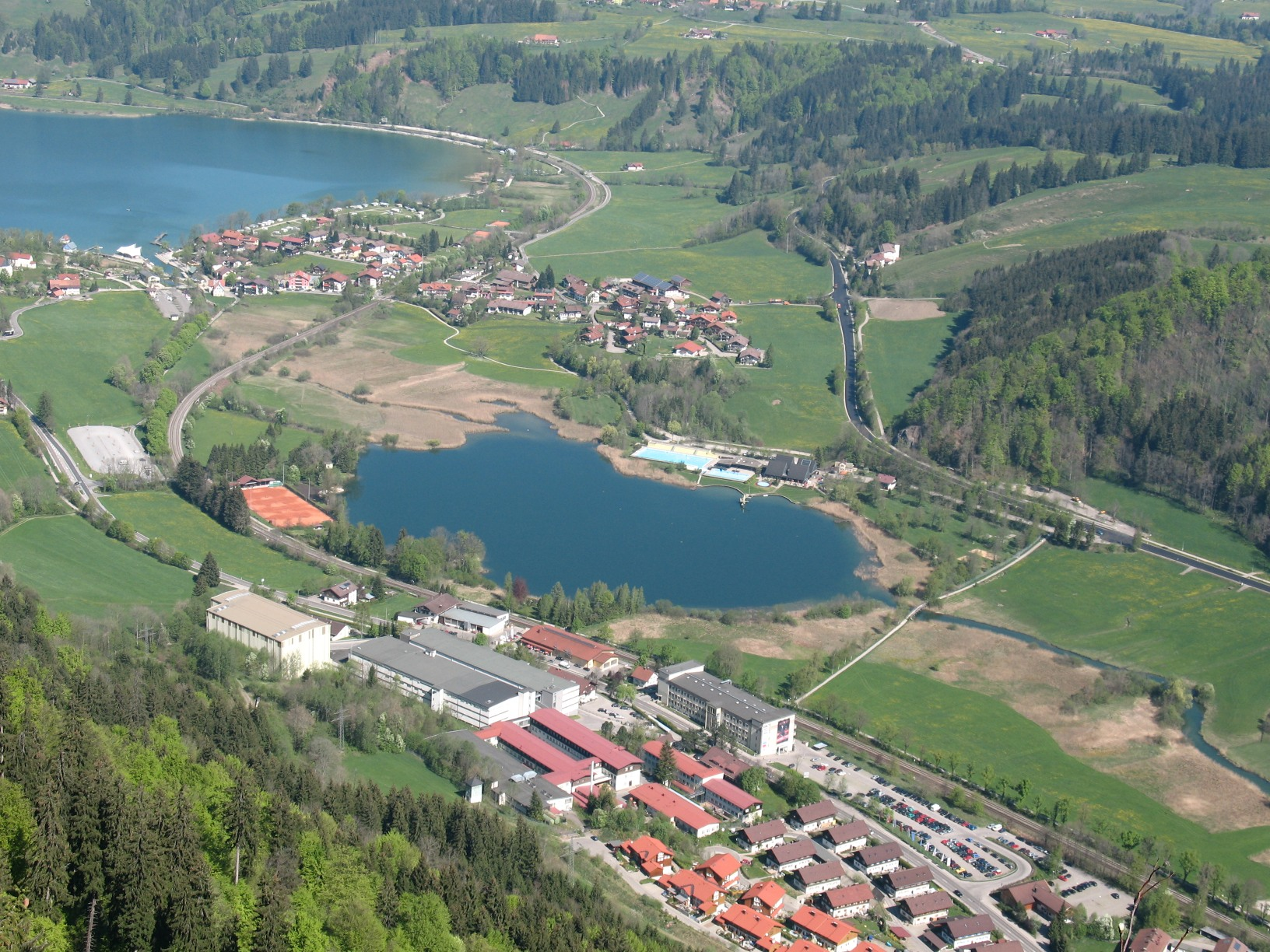
Blick vom Immenstädter Horn auf den Kleinen Alpsee und Bühl (links im Bild)
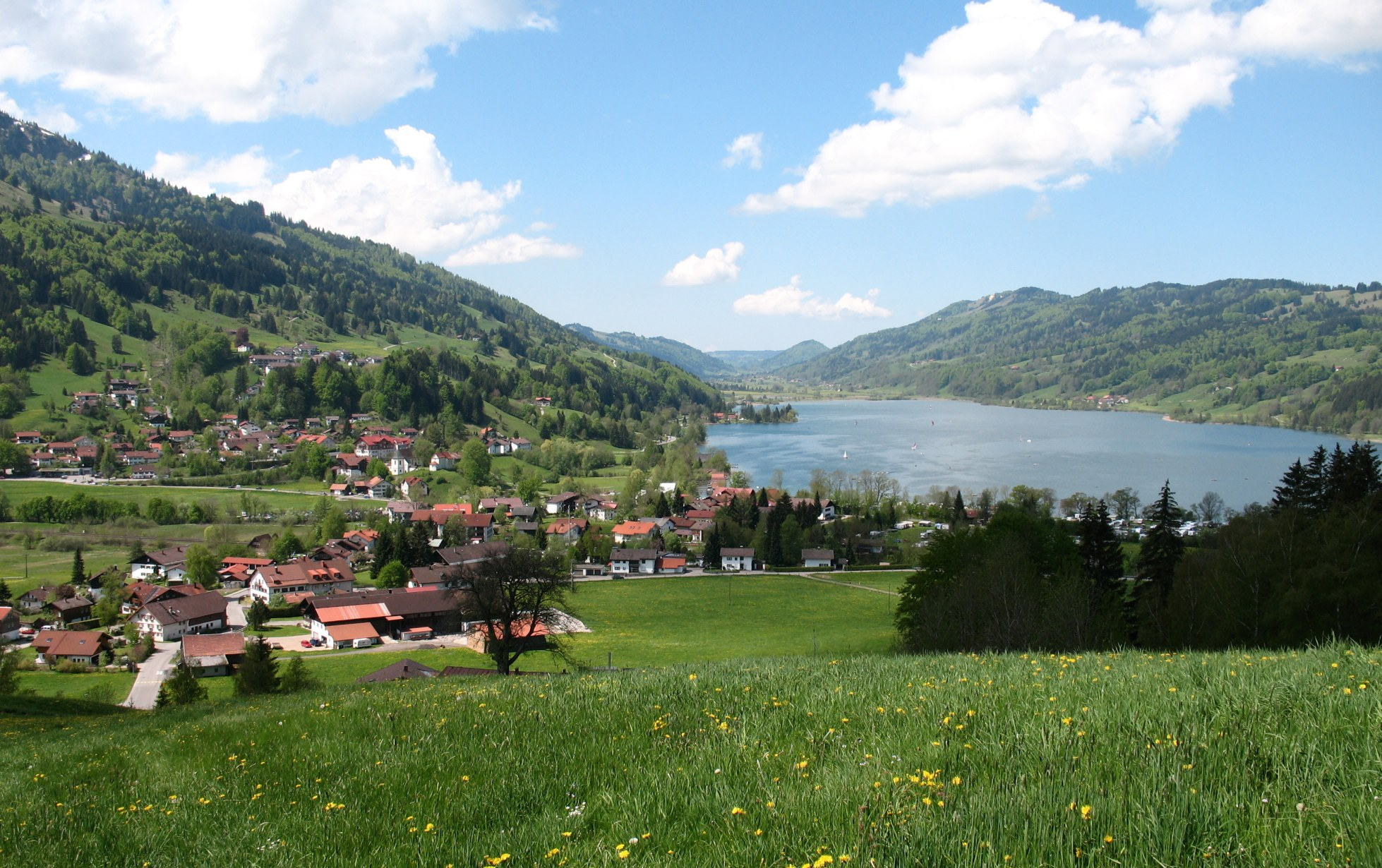
Blick auf Bühl von Osten
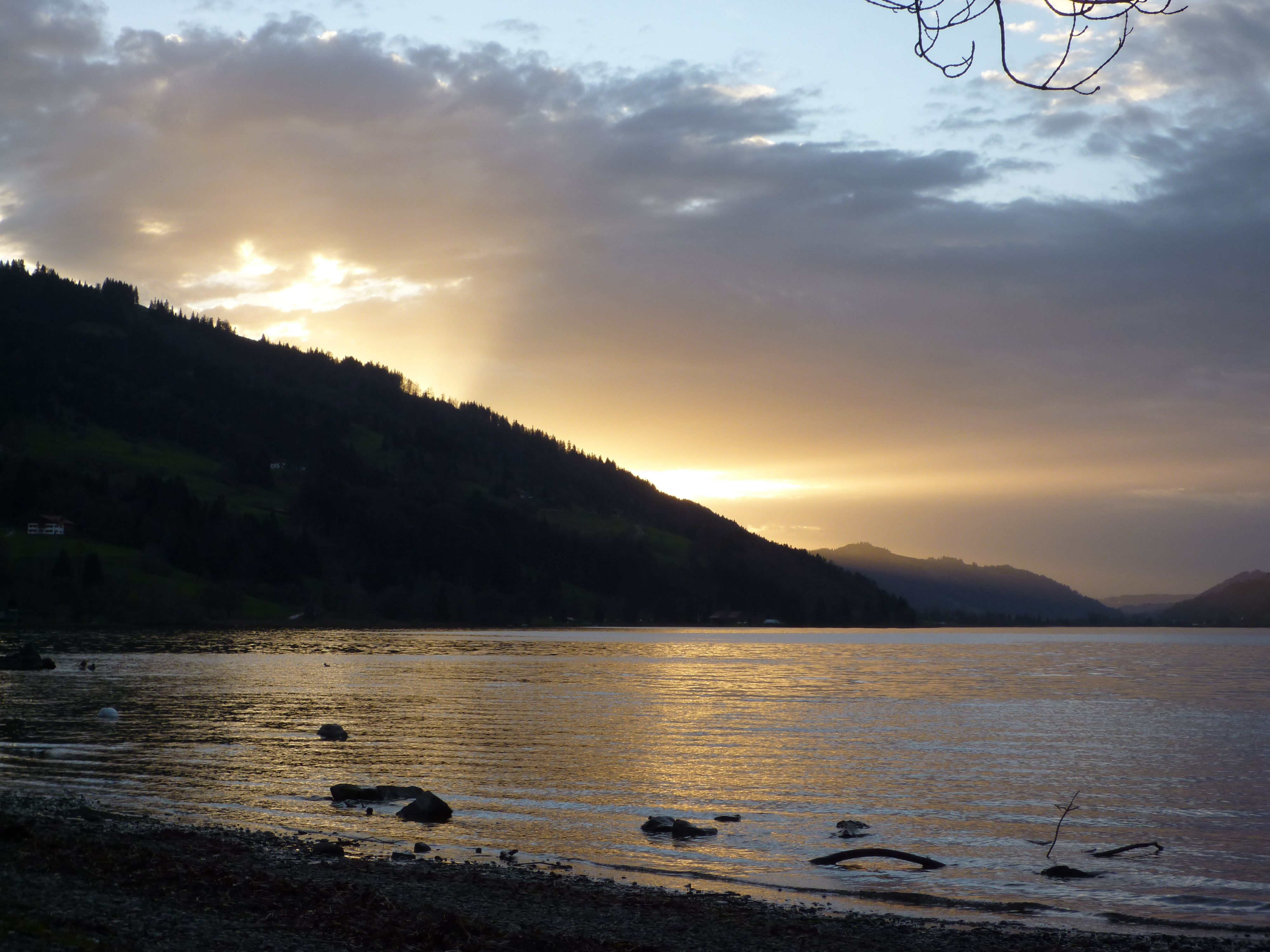
Stimmungsbild
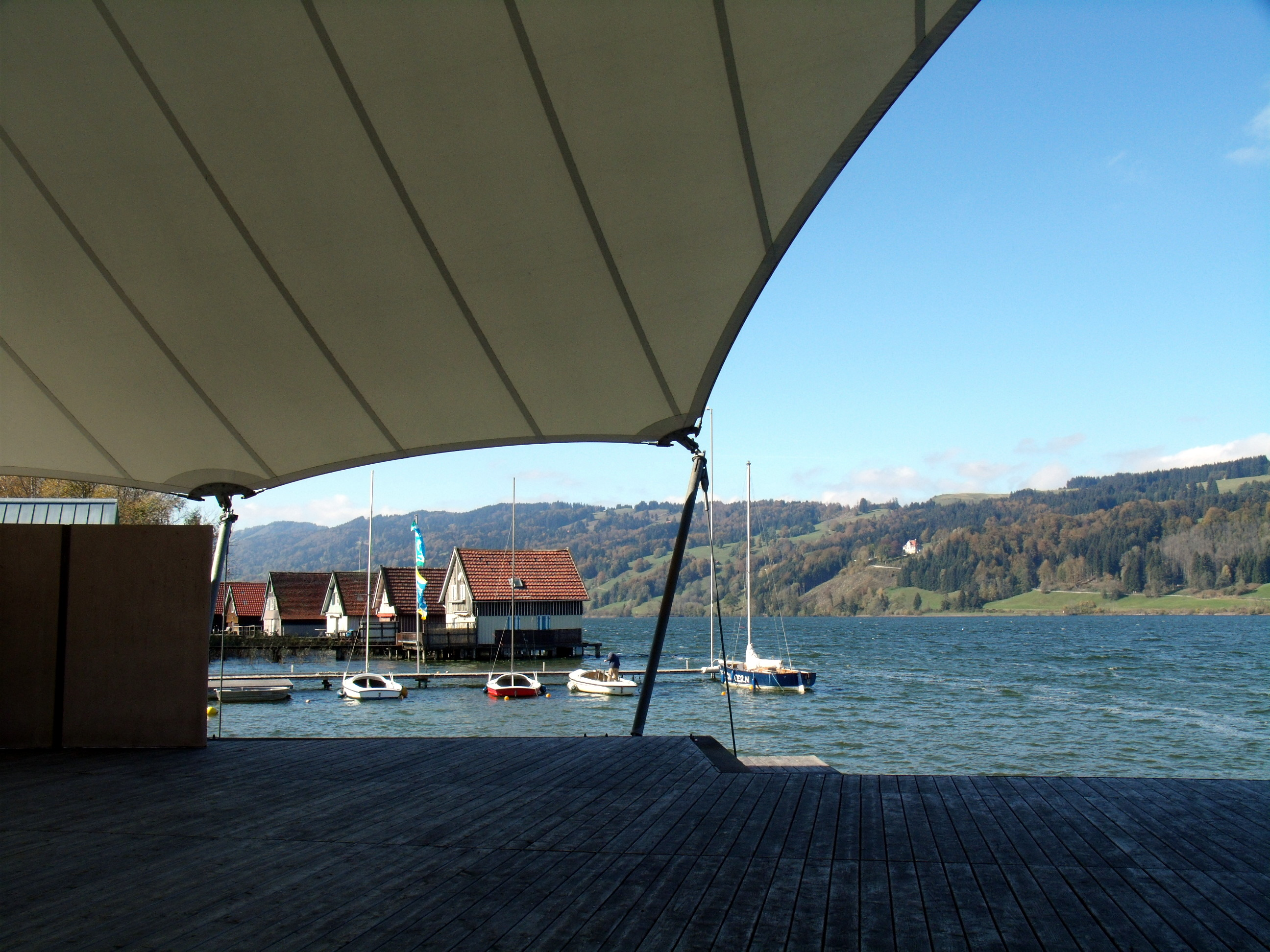
Die Seebühne
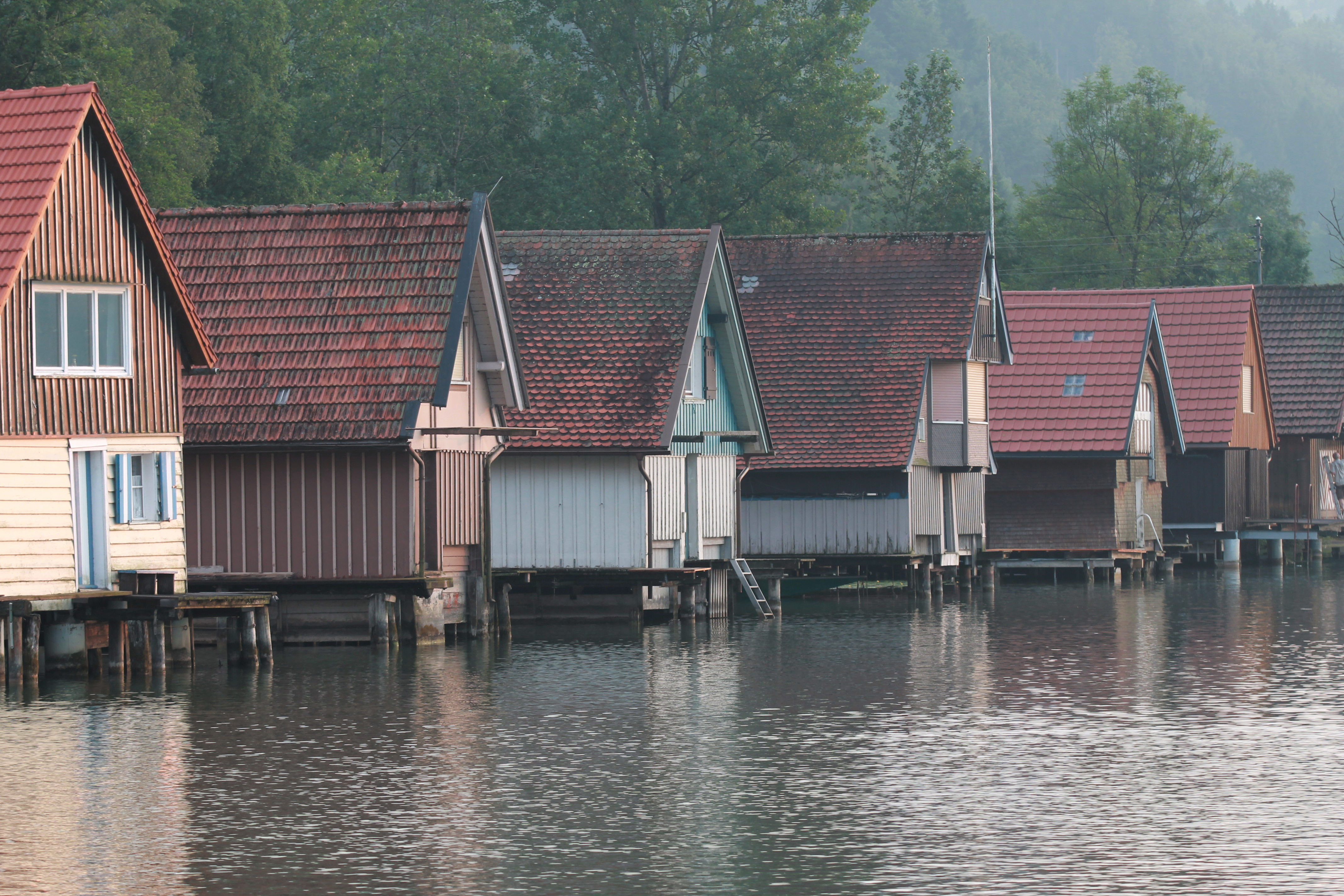
Bootshäuser
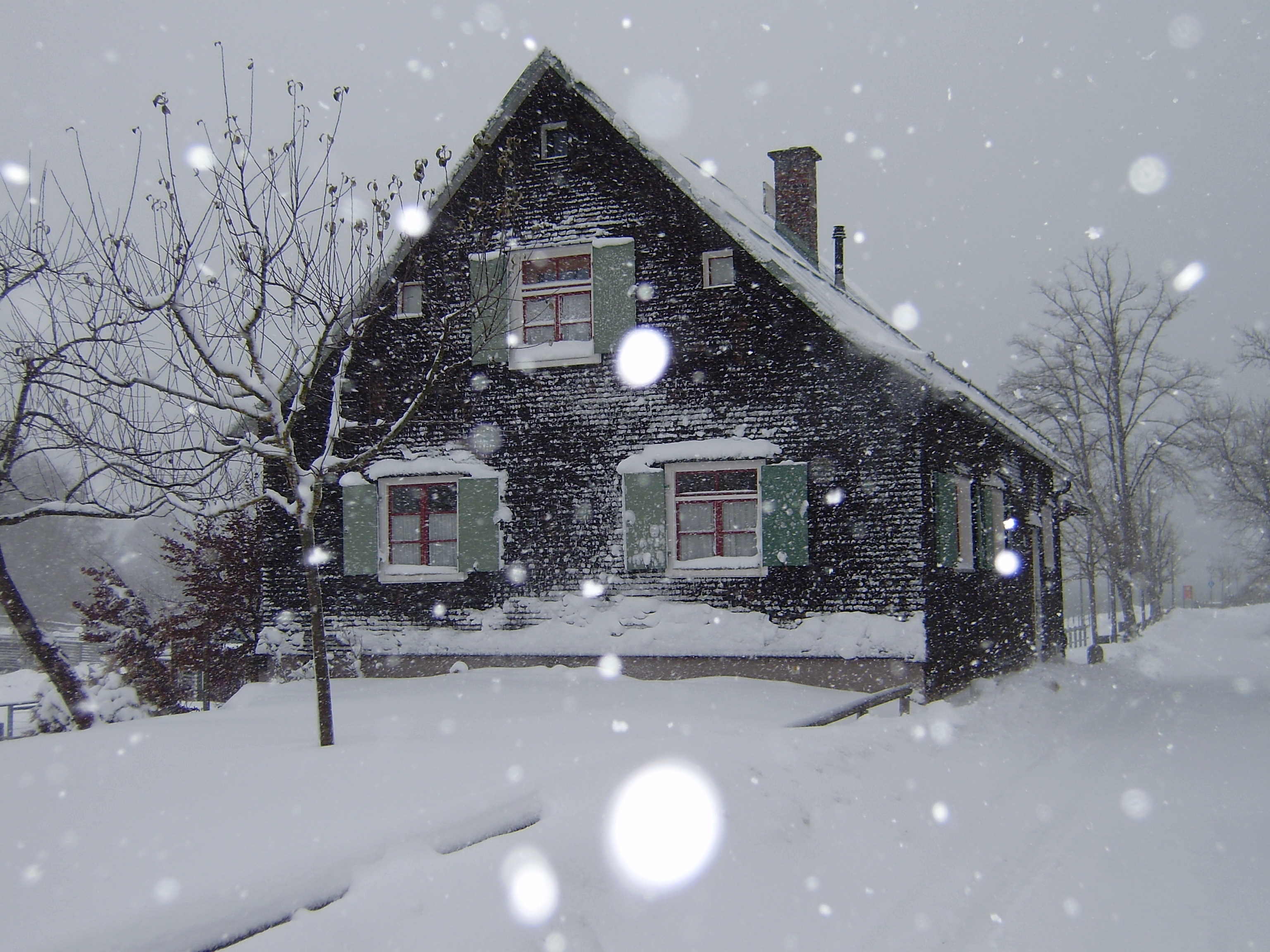
Ehemalige Fischerhütte im Ortsteil See (jetzt ein Eis-Café)
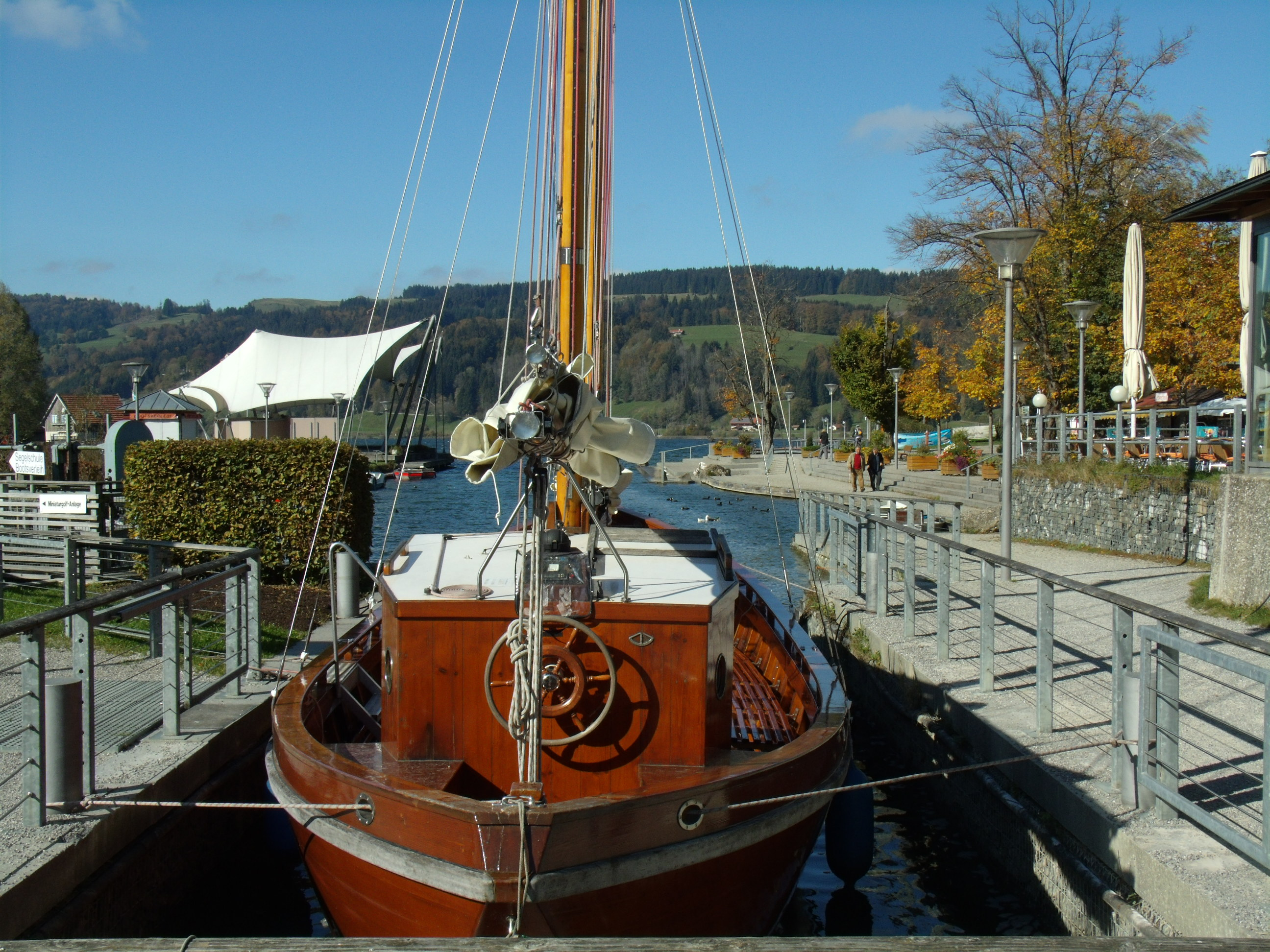
Lädine „Santa Maria Loreto“ im Hafen, Personenfahrgastschiff unter Segeln
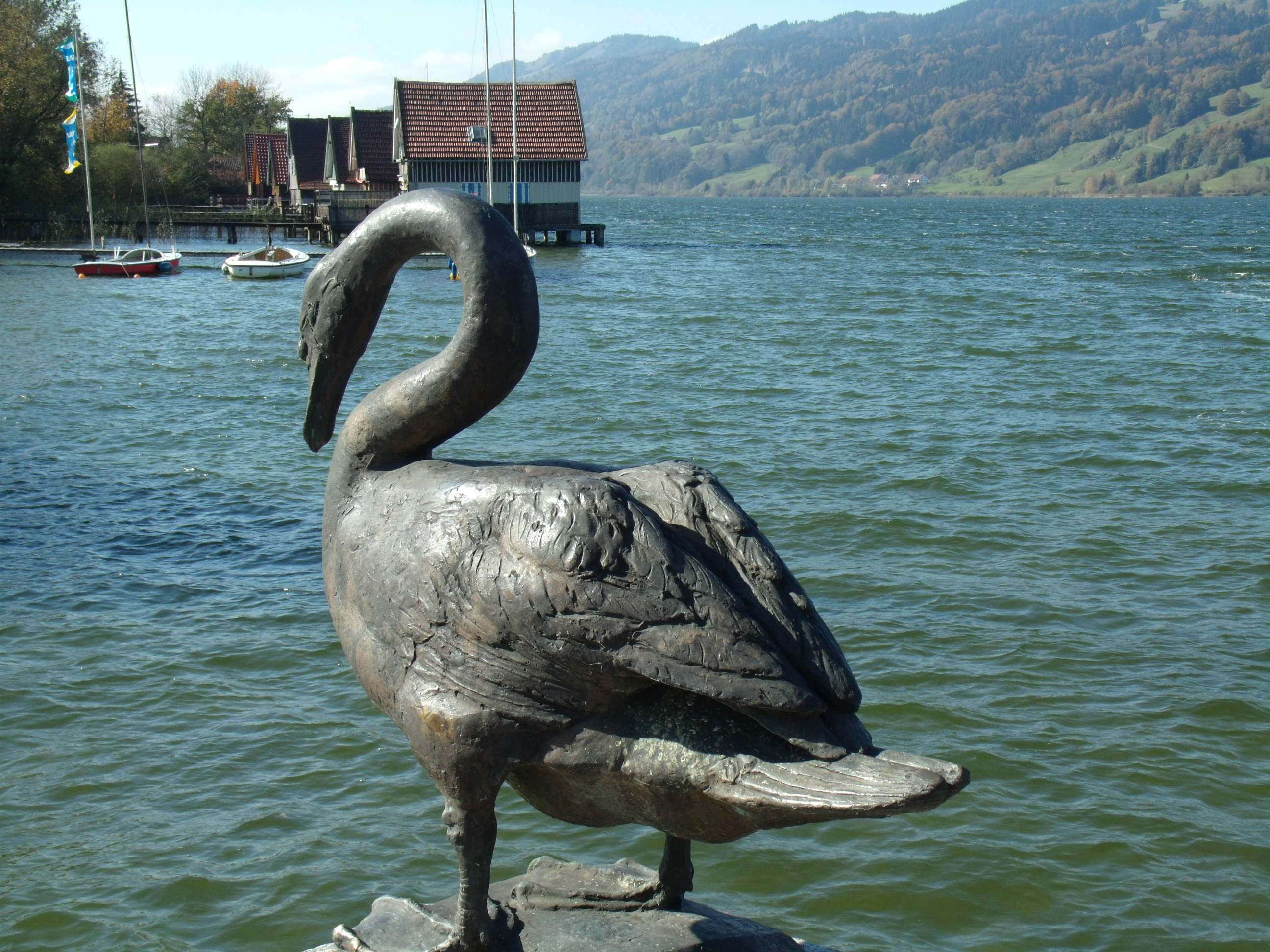
Der Bühler Schwan
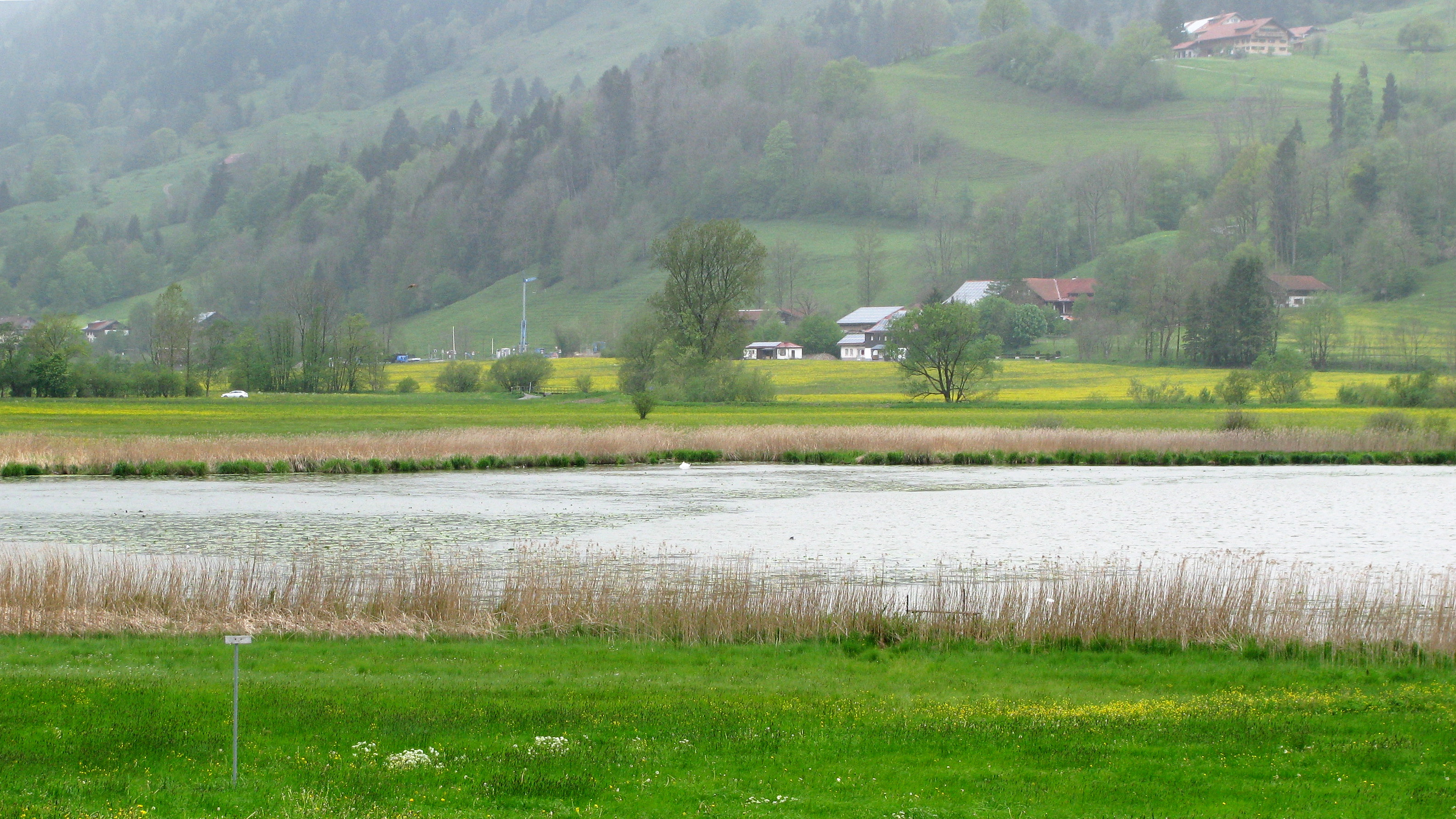
Der Teufelssee bei Hintersee
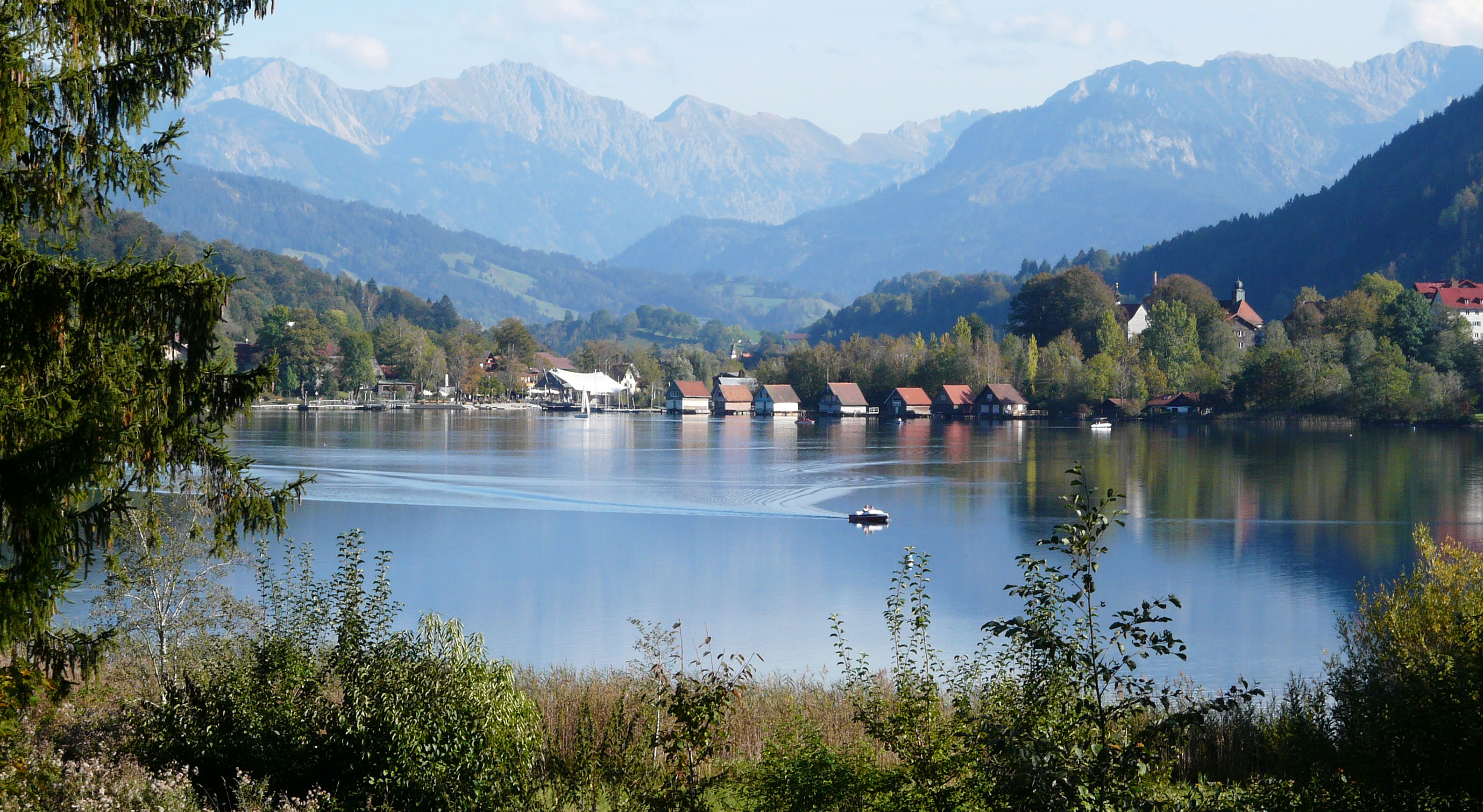
Blick von Nordwesten

## In Bühl geborene Persönlichkeiten
- Benedikt Erhardt (Lebensdaten unbekannt), Bildhauer des 18. Jahrhunderts[4]
- Magnus Jocham (* 1808; † 1893), Professor der Theologie
- Johann Georg Grimm (* 1846; † 1887), Landschaftsmaler
- Xaver Rasch (* 1877; † 1945), Holzbildhauer[5]
- Wilhelm Spengler (* 1907; † 1961), SS-Standartenführer
- Otto Rasch (* 1909; † 1945), Sohn von Xaver Rasch, Holzbildhauer[6]
- Albert Rasch (* 1911; † 1993), Sohn von Xaver Rasch, Holzbildhauer